# Brahmakauz
Der Brahmakauz (Athene brama), auch Brahmanenkauz genannt, ist eine Eule, die vom Südiran über Indien, Sri Lanka bis nach Indochina verbreitet ist. Er gehört zur Gattung der Steinkäuze.

## Beschreibung
Er ist mit 21 cm recht klein und untersetzt. Die Oberseite ist graubraun und weiß getupft. Die Unterseite ist weiß und braun gestrichelt. Das Gesicht ist hell weiß mit auffälligen Augenbrauen und die Augen sind gelb. Der Nacken ist durch ein weißes Band gekennzeichnet. Die Geschlechter sehen gleich aus.

## Lebensweise
Der Brahmakauz ist ein häufiger Bewohner in offenen Lebensräumen, einschließlich offener Waldgebiete, Ackerland und menschlichen Siedlungen in einer Höhe bis 1400 m über NN. Er ist nachtaktiv, man kann ihn manchmal aber auch tagsüber beobachten. Kleinere Vögel, die ihn entdecken, attackieren ihn häufig, während er in einem Baum hockt. Er jagt eine Vielzahl von Insekten und kleinen Wirbeltieren. Sein Ruf ist ein raues chirurr-chirurr-chirurr. Er brütet in Baumhöhlen und das Gelege besteht aus drei bis fünf Eiern.